# Miecislau II da Polónia
Miecislau II Lamberto (em polonês/polaco: Mieszko; r. 990 - 1034) "o Indolente", foi grão-duque da Polónia com origem na Dinastia Piast.